# Uruguay
 For alternative betydninger, se Uruguay (flod).
Uruguay, officielt Den Orientalske Republik Uruguay (spansk: República Oriental del Uruguay), er et land beliggende i det sydøstlige Sydamerika. Det grænser op til Argentina i vest, Brasilien i nord og øst, Río de la Plata i syd og Atlanterhavet i sydøst. Landet grænser ikke direkte op til Paraguay, men de to lande er forbundet ad flodvejen. Uruguay har et indbyggertal på 3,44 millioner, hvoraf 1,8 millioner bor i hovedstaden Montevideo, der også er landets største by. Uruguay er med sine 176.000 km2 Sydamerikas næstmindste land. Navnet kommer fra et af de oprindelige folks sprog (formentlig Guaraní) og betyder enten "fuglefloden" eller "sneglefloden". Det er tillige navnet på en flod, Río Uruguay, der danner grænsen til Argentina.
Uruguay var oprindelig befolket af charrúa-folket og andre "indianske folk". Omkring 1516 begyndte den spanske kolonisering i kystområderne omkring floddeltaet. I 1624 grundlagde spanske franciskanermunke landsbyen Santo Domingo Soriano og i 1680 grundlagde portugiserne kolonien Colonia del Sacramento (portugisisk: Colónia do Sacramento) i området. Montevideo blev grundlagt som en spansk fæstning i 1724. Den vidner om de magtkampe, som blev udkæmpet mellem Spanien og Portugal i denne del af Sydamerika. I denne periode refererede man til Uruguay som Banda Oriental, den østlige bred (af Uruguay-floden). Den oprindelige amerindiske befolkning eksisterer ikke længere, idet den forsvandt i løbet af 1800-tallet som følge af krig, sygdom og tvangsforflyttelser.
Uruguay opnåede sin uafhængighed mellem 1811 og 1828. I 1814 brød den lokale oprørsleder José Gervasio Artigas, Uruguays nationale helt, med de argentinske oprørsledere og forsøgte at etablere en selvstændig konfødereret stat. I 1817 blev Uruguay invaderet af brasilianske (portugisiske) tropper, og i 1820 måtte Artigas gå i eksil. Efter først at have kæmpet mellem Spanien og Portugal, og derefter mellem Argentina og Brasiliens kejserrige, blev Uruguay i 1828 med britisk mægling organiseret som en uafhængig stat, og i 1830 vedtog landet sin første forfatning.
Indflydelse fra fremmede magter (især Brasilien, Argentina og Storbritannien) gjorde sig imidlertid gældende gennem hele det 19. århundrede, både i politiske beslutninger, handelsforbindelser og militære konflikter. Fra anden halvdel af århundredet modtog landet betydelige bølger af europæisk indvandring, især fra Spanien, Italien og Frankrig, hvilket formede befolkningens sammensætning og lagde grunden til det moderne Uruguays kultur og samfund.
Det moderne Uruguay er en demokratisk republik med en præsident, der både tjener som landets statsoverhoved og regeringschef. Uruguay er i dag det mest demokratiske og fredelige land i Latinamerika. Det har også Latinamerikas laveste grad af korruption og højeste grad af digital forvaltning. Uruguay har den højeste grad af pressefrihed og største middelklasse i Sydamerika, og er desuden et af kontinentets rigeste lande. Målt på antal indbyggere bidrager Uruguay med flere soldater til FN's fredsbevarende missioner end noget andet land i verden. Uruguay er som det eneste sydamerikanske land ikke præget af en terrortrussel.
FN regner Uruguay for at være et højindkomstland. Af samme grund betegnes det ofte "Latinamerikas Schweiz". Det er en vigtig global eksportør af ris, sojabønner, mælk, uld og oksekød. 95 % af Uruguays elektricitet kommer fra vedvarende energi i form af hydroelektriske kraftværker og vindmølleparker.
The Economist kårede i 2013 Uruguay til "årets land". Kåringen baserede sig bl.a. på Uruguays legalisering af produktion, salg og indtagelse af cannabis. Homo-ægteskaber og abort er tilladt, hvilket gør Uruguay til et af de mest progressive lande i verden såvel som et særtilfælde i regionen. Det uruguayske samfund er således præget af tolerance og social inklusion. 

## Historie

### Før Koloniseringen
Den oprindelige befolkning bestod af "indianere", som indvandrede omkring år 10.000 f.Kr. De tilhørte hovedsageligt Charrúa-folket og er beskrevet i skriftlige kilder fra 15-1600tallet. Udover Charrúa levede der andre etniske grupper såsom Minuanes, Yaros, Bohanes, Chanas og Guenoas. I grænselandet mellem Uruguay og Paraguay levede Guaraní-folket. Der er efterladt forholdsvis få arkæologiske spor fra disse folk. Der er gjort fund af krukker og våben såsom spyd og buer. Der er flere skriftlige kilder af spansk oprindelse, som omhandler de oprindelige folk, heraf er de ældste Diego Garcia (1526), Ulrico Scmidel (1536), Barco Centenera (1602) og Ruy Díaz de Guzmán (1612). Den noget senere skribent Felix de Azara (1742-1821) er også en informativ og værdifuld kilde.
I følge disse kilder levede de oprindelige folk som nomader i jæger- og samlersamfund. De små samfund stod under ledelse af en høvding. Under tiden samledes disse samfund til fælles rådslagning, f.eks. i forbindelse med krig. Der herskede overvejende monogami, men derudover var der også eksempler på polygami (mænd med flere koner). Kvinderne stod for børnepasningen og mændene gik på jagt, dog blev opdragelsen af drenge i nogen grad varetaget af fædrene. De er beskrevet som dygtige jægere, bl.a. spydkastere (de kunne kaste et spyd og ramme på 50 meters afstand). Chanas-folket var formentlig en anelse mere avancerede end de andre folk og byggede kanoer og fiskede. Man kender ikke meget til de oprindelige sprog i Uruguay. Fra Charrúaernes sprog kender man tallene fra 1 til 10 og derudover 10-15 andre ord (hovedsageligt substantiver), bl.a. zobá (måne) og samioc (hund).

### Koloniseringen og kolonitiden
Spanierne kom som de første europæere til Uruguay i 1516. Juan Diaz Solis (1470-1516) regnes for opdageren af Uruguay. Sammen med to officerer og syv soldater sejlede han op ad Paranà-floden. Den oprindelige befolkning modsatte sig den spanske interesse og Solís og de øvrige medlemmer af ekspeditionen blev dræbt af enten Charrúa-folket eller Guaraní-folket.
Forekomsten af guld og sølv var begrænset i Uruguay og spaniernes aktiviteter i området var derfor heller ikke overvældende i det 16. og 17. århundrede. Alligevel blev Uruguay midtpunktet for en række stridigheder mellem det spanske og det portugisiske imperium. På det tidspunkt refererede man ikke til området som Uruguay. Betegnelsen var Banda Oriental, den østlige bred (af Uruguay-floden underforstået).
Først omkring år 1600 begyndte faste spanske bosættelser i Uruguay. Fransciskanermunkene grundlagde i 1624 missionen og landsbyen Santo Domingo Soriano og det lykkedes dem at omvende Chana-folket til kristendommen og få dem til at acceptere det spanske kolonistyre.
Efter en mindre konflikt i 1776-77 syntes det at være afgjort, at området tilhørte Spanien og ikke Portugal. Administrativt kom Uruguay herefter til at høre under vickongedømmet Río de la Plata, El Virreinato del Rio de la Plata. I 1603 begyndte spanierne at indføre tamkvæg til området, hvilket med tiden blev en kilde til rigdom i regionen. Allerede omkring 1750 regner man med, at antallet af kreaturer var adskillige millioner.
Byen Montevideo blev grundlagt af spanieren Bruno Mauricio de Zabala i 1724 efter, at han havde nedkæmpet en portugisisk garnison samme sted året forinden. Frem til 1750 blev alle byer anlagt langs med kysten. Udover Montevideo og Colónia del Sacramento var de største byer Maldonado, Soriano, Espinillo og Las Viboras. Omkring 1810 var der anlagt 13 mindre byer inde i landet. Man antager, at den samlede kolonibefolkning omkring år 1800 var på omkring 40.000, heraf ca. 15.000 i Montevideo.
Den spanske officer, geograf og etnograf Felix Azara har beskrevet forholdene i landet og befolkningens levevis i kolonitiden.

### Den Brasiliansk-argentinske krig 1825-28
I 1825 udbrød der oprør i Uruguay mod det brasilianske styre. Da Argentina greb ind med militær støtte til oprørerne, udmundede det i en krig mellem Brasilien og Argentina. Britiske og irske lejesoldater deltog på begge sider af konflikten, bl.a. blev den argentinske flåde ledet af ireren William Brown. I 1827 tilføjede den argentinsk-uruguayiske hær den brasilianske hær et afgørende nederlag i slaget ved Ituzaingo (der findes i dag flere gader og pladser i Uruguay opkaldt efter Ituzaingo). Krigen endte dog nærmest uafgjort og blev en kostbar affære for både Brasilien og Argentina. Under britisk mægling forhandledes en fred I Montevideo, der gav Uruguay uafhængighed.

### Efter Uafhængigheden 1828-1904
I 1828 underskrev Brasilien og Argentina en traktat i Rio de Janeiro, der garanterede Uruguays uafhængighed og i 1830 fik Uruguay sin første forfatning. Landets første præsident var general José Fructuoso Rivera, der var præsident 1830-34. Modsætninger mellem to traditionelle politiske grupperinger Blancos og Colorados, hvide og røde (konservative og liberale) kom til at præge udviklingen frem til 1904. I anden halvdel af 1800-tallet var der en stor indvandring til Uruguay. Flertallet af indvandrerne kom fra Italien og Spanien. I 1857 blev Uruguays første bank åbnet. Mellem 1860 og 1868 voksede antallet af får fra 3 millioner til 17 millioner. Hovedgrunden til denne stigning i antallet af får lå frem for alt i de forbedrede metoder for husdyrhold, som blev introducerede i Uruguay af de mange europæiske indvandrere. Montevideo blev et økonomisk centrum i området. På grund af en store havn i Montevideo blev byen brugt som base for handel, som Uruguay havde med nabolande som Argentina, Brasilien og Paraguay.

### 20. århundrede
Omkring år 1900 var barnedødeligheden i Uruguay blandt verdens laveste, hvilket indikerer en meget sund befolkning på denne tid. Men dette antal er steget mere i den senere tid. Under 1. verdenskrig, tog Uruguay parti mod Tyskland og brød alle diplomatiske forbindelser med landet. Uruguay spillede ingen stor rolle i kamphandlinger på noget tidspunkt under 1. verdenskrig.
I 1930 blev Uruguay valgt som værtsland for verdens allerførste fodbold-VM. Selv om dette arrangementet var meget mindre den gang end siden, førte arrangementet til en enorm national stolthed, da hjemmeholdet vandt turneringen over nabolandet Argentina.
Slaget ved Río de la Plata var det første større søslag under den 2. verdenskrig og fandt sted ud for kysten af Argentina og Uruguay mellem britiske krigsskibe og det tyske Admiral Graf Spee. I kampen blev det britiske skib HMS Exeter alvorlig skadet og måtte trække sig væk fra kampen, mens to andre britiske skibe fik mindre skader. Den tyske kaptajn Hans Langsdorff, som styrede skibet, valgte at sænke Admiral Graf Spee i stedet for at sejle ud af havnen i Montevideo og møde det, han fejlagtigt antog var en fuldstændig overlegen allieret styrke. Få dage senere begik kaptajnen selvmord i Buenos Aires.
I slutningen af 1950-erne, delvis på grund af en nedgang i efterspørgslen efter landbrugsprodukter på verdensmarkedet, begyndte Uruguay at få store økonomiske problemer, som indbefattede inflation, voksende arbejdsløshed og en brat nedgang i levestandarden for Uruguays befolkning. Dette førte til store militante grupperinger, som Tupamaros-guerillaen og uro blandt arbejdere og studenter. Tupamaros-guerillaen blev grundlagt i begyndelsen af 1960-erne; først røvede de banker og butikker for så at distribuere mad og penge i fattige områder. Der efter begyndte de at foretage politiske kidnapninger, attentater og angreb på militæret og sikkerhedsstyrker.
Uruguays daværende præsident Jorge Pacheco Areco erklærede undtagelsestilstand i 1968, og dette blev efterfulgt af yderligere svækkelse af borgerrettighederne i 1972 af hans efterfølger, præsident Juan María Bordaberry. Præsident Juan Bordaberry beordrede hæren til at bekæmpe Tupamaros-guerillaen, som længe blev ledet af Raúl Sendic. Efter at i stor grad have bekæmpet Tupamaros-guerillaen greb de militære magten i Uruguay i 1973. Tortur og terror mod egne borgere var udbredt praksis under det uruguayanske diktatur i 1980-erne.
Uruguay havde på et tidspunkt det højeste antal politiske fanger per indbygger i hele verden. Bordaberry blev fjernet som præsident i 1976. Et nyt formandskab bestående af militære ledere blev snart indsat. I 1984 udbrød det massive protester mod militærdiktaturet. Efter en 24 timers generalstrejke begyndte forhandlingerne, og de væbnede styrker kundgjorde en plan for at indføre et civilt demokratisk styre i landet. Nøjagtigt hvor mange civile, som blev dræbt under det tolv år lange militærstyre i Uruguay mellem 1973 og 1985, er ikke offentlig kendt. Et stort antal af de dræbte er aldrig blevet fundet igen. Nye økonomiske reformer, som blev indførte med fokus på at få udenlandsk handel og kapital ind i landet, opnåede en vis succes og stabiliserede økonomien i 1970- og 1980-erne. [
.
Julio María Sanguinetti blev valgt som præsident for Uruguay fra marts 1985 til marts 1990 efter indførelsen af frie valg. Han mistede dog magten til Luis Alberto Lacalle vandt præsidentvalget i 1989 og sad ved magten frem til 1995. Præsident Lacalle indførte blandt andet store økonomiske strukturelle reformer og var en forkæmper for liberalisering af tidligere handelsreformer. Til trods for større økonomisk vækst i løbet af Lacalles præsidentskab, provokerede de store justeringer det private næringsliv og den politiske opposition, og nogen reformer blev væltet ved folkeafstemninger. Den 1. marts 1995 blev Sanguinetti valgt til sin anden præsidentperiode, da han som blot den tredje leder i landets historie blev genvalgt.

### 21. århundrede
José Mujica, tidligere guerilla-kriger i Tupamaros, blev valgt til præsident i Uruguay og indsat i embedet den 1. marts 2010.
I 2012 legaliserede Uruguay abort og homoægteskab. I 2013 blev Uruguay det første land i verden, som legaliserede marihuana.
I 2014 blev den socialistiske kandidat Tabaré Vázquez (2005-2010) valgt til præsident for en 5-års periode, fra 2015 til 2020.

## Geografi
Hele den sydlige del af Uruguay består af lavland. Indlandet består for det meste af småkuperet bakkeland. Uruguays højeste punkt er 540 m. Det meste af landet er dækket af græsslette, som også kaldes pampas. Langs flodbredderne vokser spredt skov, og i de sydligste områder findes enkelte områder med savanne. Modsat de fleste andre sydamerikanske lande har Uruguay hverken høje bjerge, ørkener eller sumpe.

### Klima
Uruguay har et mildt og fugtigt subtropisk klima med nedbør i alle årstider. Den koldeste måned er juli med en gennemsnitstemperatur på 10–13 grader, mens den varmeste måned er januar med en gennemsnitstemperatur på 22–25 grader. Den årlige nedbør varierer mellem 900 og 1.300 millimeter.
| Vejr for Montevideo (Prado) 1961–1990                                                                   | Vejr for Montevideo (Prado) 1961–1990 | Vejr for Montevideo (Prado) 1961–1990 | Vejr for Montevideo (Prado) 1961–1990 | Vejr for Montevideo (Prado) 1961–1990 | Vejr for Montevideo (Prado) 1961–1990 | Vejr for Montevideo (Prado) 1961–1990 | Vejr for Montevideo (Prado) 1961–1990 | Vejr for Montevideo (Prado) 1961–1990 | Vejr for Montevideo (Prado) 1961–1990 | Vejr for Montevideo (Prado) 1961–1990 | Vejr for Montevideo (Prado) 1961–1990 | Vejr for Montevideo (Prado) 1961–1990 | Vejr for Montevideo (Prado) 1961–1990 |
| | Jan                                   | Feb                                   | Mar                                   | Apr                                   | Maj                                   | Jun                                   | Jul                                   | Aug                                   | Sep                                   | Okt                                   | Nov                                   | Dec                                   | År                                    |
| --- | ------------------------------------- | ------------------------------------- | ------------------------------------- | ------------------------------------- | ------------------------------------- | ------------------------------------- | ------------------------------------- | ------------------------------------- | ------------------------------------- | ------------------------------------- | ------------------------------------- | ------------------------------------- | ------------------------------------- |
| Gennemsnitlig maks °C                                                                                   | 28,4                                  | 27,5                                  | 25,5                                  | 22                                    | 18,6                                  | 15,1                                  | 15                                    | 16,2                                  | 18                                    | 20,5                                  | 23,7                                  | 26,5                                  | 21,4                                  |
| Gennemsnitlig °C                                                                                        | 23                                    | 22,5                                  | 20,6                                  | 17,2                                  | 14                                    | 11,1                                  | 10,9                                  | 11,7                                  | 13,4                                  | 16                                    | 18,6                                  | 21,3                                  | 16,7                                  |
| Gennemsnitlig min °C                                                                                    | 18                                    | 17,9                                  | 16,2                                  | 12,9                                  | 10,2                                  | 7,7                                   | 7,2                                   | 7,8                                   | 9,1                                   | 11,5                                  | 14,2                                  | 16,3                                  | 12,4                                  |
| Gennemsnitlig nedbør mm                                                                                 | 86,8                                  | 101,5                                 | 104,6                                 | 85,5                                  | 89                                    | 83,1                                  | 86,4                                  | 88,2                                  | 93,9                                  | 108,5                                 | 89,3                                  | 84,4                                  | 1,101                                 |
| Kilde: RECORDS METEOROLOGICOS EN EL URUGUAY (spansk) Kilde: World Weather Information Service (engelsk) |                                       |                                       |                                       |                                       |                                       |                                       |                                       |                                       |                                       |                                       |                                       |                                       |                                       |

## Demografi

### Etnografi
Omkring 88 % af befolkningen nedstammer fra europæere, heraf har halvdelen italiensk baggrund. Cirka 8 % er mestizer og 4 % sorte. Den oprindelige befolkning(hovedsageligt charrúas), blev udryddet efter uafhængigheden. Uruguay er det eneste land i Amerika uden en indfødt befolkning.

### Sprog
Det officielle sprog er spansk. Portugisisk tales også i grænseområdet til Brasilien. En stor del af befolkningen taler andre sprog såsom italiensk og engelsk.

### Religion
Kirke og stat er adskilte i Uruguay. Ifølge folketællingen fra det nationale Institut for statistikker over Uruguay (2006), definerer 47.1 % af befolkningen sig som katolikker (heraf er mindre end 20 % praktiserende), 11,1 % er protestanter og 40,5 % definerer sig som ateister, agnostikere og ikke-religiøse men troende på Gud. Den resterende del af befolkningen tilhører små religiøse samfund som jødedommen, Umbanda, Islam og spiritisme

## Politik
Uruguays præsident, som er både statsleder og regeringsleder, vælges ved valg, der afholdes hvert femte år. Den nuværende præsident, Luis Lacalle Pou, tiltrådte embedet i 2020.
Uruguay er blandt andet medlem af FN, WTO og OAS.

### Administrativ inddeling
Uruguay er inddelt i 19 departementer (spansk: departamentos), som fungerer som landets øverste forvaltningsenheder efter regeringen.
| Administrativ inddeling |                        |             |                   |
| \| Departement \| Hovedstad \| Areal (km²) \| Befolkning (2011) \| \| Artigas \| Artigas \| 11.928 km² \| 73.378 \| \| Canelones \| Canelones \| 4.536 km² \| 520.187 \| \| Cerro Largo \| Melo \| 13.648 km² \| 84.698 \| \| Colonia \| Colonia del Sacramento \| 6.106 km² \| 123.203 \| \| Durazno \| Durazno \| 11.643 km² \| 57.088 \| \| Flores \| Trinidad \| 5.144 km² \| 25.050 \| \| Florida \| Florida \| 10.417 km² \| 67.048 \| \| Lavalleja \| Minas \| 10.016 km² \| 58.815 \| \| Maldonado \| Maldonado \| 4.793 km² \| 164.300 \| \| Montevideo \| Montevideo \| 530 km² \| 1.319.108 \| \| Paysandú \| Paysandú \| 13.922 km² \| 113.124 \| \| Río Negro \| Fray Bentos \| 9.282 km² \| 54.765 \| \| Rivera \| Rivera \| 9.370 km² \| 103.493 \| \| Rocha \| Rocha \| 10.551 km² \| 68.088 \| \| Salto \| Salto \| 14.163 km² \| 124.878 \| \| San José \| San José de Mayo \| 4.992 km² \| 108.309 \| \| Soriano \| Mercedes \| 9.008 km² \| 82.595 \| \| Tacuarembó \| Tacuarembó \| 15.438 km² \| 90.053 \| \| Treinta y Tres \| Treinta y Tres \| 9.529 km² \| 48.134 \| \| Total¹ \| Total¹ \| 175.016 km² \| 3.286.314 \| |                        |             |                   |
| Departement | Hovedstad              | Areal (km²) | Befolkning (2011) |
| Artigas | Artigas                | 11.928 km²  | 73.378            |
| Canelones | Canelones              | 4.536 km²   | 520.187           |
| Cerro Largo | Melo                   | 13.648 km²  | 84.698            |
| Colonia | Colonia del Sacramento | 6.106 km²   | 123.203           |
| Durazno | Durazno                | 11.643 km²  | 57.088            |
| Flores | Trinidad               | 5.144 km²   | 25.050            |
| Florida | Florida                | 10.417 km²  | 67.048            |
| Lavalleja | Minas                  | 10.016 km²  | 58.815            |
| Maldonado | Maldonado              | 4.793 km²   | 164.300           |
| Montevideo | Montevideo             | 530 km²     | 1.319.108         |
| Paysandú | Paysandú               | 13.922 km²  | 113.124           |
| Río Negro | Fray Bentos            | 9.282 km²   | 54.765            |
| Rivera | Rivera                 | 9.370 km²   | 103.493           |
| Rocha | Rocha                  | 10.551 km²  | 68.088            |
| Salto | Salto                  | 14.163 km²  | 124.878           |
| San José | San José de Mayo       | 4.992 km²   | 108.309           |
| Soriano | Mercedes               | 9.008 km²   | 82.595            |
| Tacuarembó | Tacuarembó             | 15.438 km²  | 90.053            |
| Treinta y Tres | Treinta y Tres         | 9.529 km²   | 48.134            |
| Total¹ | Total¹                 | 175.016 km² | 3.286.314         |

### Retsvæsen
Som førsteinstansrett fungerer en fredsdommer i hver af de 224 lokale domsområder. Videre er det separate civil- og strafferettslige domstole, ungdomsdomstole og arbejdsretter.
Hvert departements hovedstad samt nogen andre byer har en egen departements-domstol. Det er 7 apelretter, alle med tre dommere. Den øverste justisdomstol er den højeste almene domstol. Den har original jurisdiktion i blandt andet forfatningsretslige spørgsmål og hører ellers appeller fra appeldomstolene. Den har 5 dommere, alle er valgt for 10 år af kongressen. En egen valgkomite præsenterer en liste over kandidater, som kongressen kan vælge mellem.
Den øverste justisdomstols dommere udpeger dommere til appelretterne, senatet skal godkende alle valgene. Det er egne forvaltningsdomstole, med den øverste administrative domstol som sidsteinstans. Det er også en egen valgdomstol.
I 1980 blev der åbnet adgang til fri advokathjælp for dem, som selv ikke kan betale for advokattjenester.

## Økonomi
Uruguays økonomi karakteriseres af et eksportrettet jordbrug, en veluddannet arbejdskraft og udbyggede sociale forsikringssystemer. Turisme samt papirs- og papirmasseindustrin udgør en stadig vigtigere del af den uruguayske økonomi, lige som tjenestesektoren vokser.
Mellem 1996 og 1998 havde landet en årlig tilvækst på omkring 5 % men 1999-2002 mindskede efterspørgslen kraftigt på de største eksportmarkeder, hvilket påvirkede økonomien negativt. Det totale BNP for de tre år mindskede med næsten 20 %, arbejdsløsheden voksede til næsten 20% i 2002, inflationen voksede, og udlandsgælden fordobledes. Et samarbejde med blandt andet IMF begrænsede skaderne, men i 2003 var situationen fortsat anstrengt. Senere oplevede landet en stærk økonomisk udvikling med vækstrater omkring 8% per år samtidig, som velfærdssektoren blev udbygget kraftigt. Dette førte til fald i andelen af fattige.
Næringslivet består hovedsagelig af jordbrug med stort husdyrhold samt en del fiskeri. Det dyrkes korn, majs, ris, linfrø, tobak og citrusfrugter.
Vigtige eksportvarer er levende dyr og madvarer, tekstiler, klæder, gummivarer og plastvarer. Vigtige importvarer er petroleum, maskiner, transportudstyr, kemikalier, metaller og metalvarer.
Vigtige handelspartnere er Brasilien, Argentina, USA og Tyskland.
| Økonomiske nøgletal         | Værdi         | % af BNP | År, kilde           |
| --------------------------- | ------------- | -------- | ------------------- |
| BNP                         | 19,3 mia US$  |          | 2006, Verdensbanken |
| BNP (vækst) (Verdensbanken) | 6,51 %        |          | 2005, UNDP Database |
| Konsumpriser                |               |          |                     |
| Arbejdsløshed               | 17,0 %        |          | 2003, UN Statistics |
| Handelsbalance              | 0,46 mrd US$  |          | 2005, UNDP Database |
| Betalingsbalance            | -0,01 mrd US$ |          | 2005, UNDP Database |
| Udviklingshjælp             | 0,01 mrd US$  |          | 2005, UNDP Database |
| BNP per indb                | 14,671 US$    |          | 2010, UNDP Database |

### Transport
I Uruguay var der 3.004 km med jernbanespor i 1993.
Vejnettets totale længde var på 52.000 km, hvoraf 23 % er asfalteret.
Handelsflåden består af 88 skibe.
Det findes en flyveplads med regulær trafik.

## Kultur
Uruguay var det første land, som afholdt VM i fodbold og var også det første land, der vandt VM (i 1930).
Nogle kendte forfattere er: José Enrique Rodó, Horacio Quiroga, Juan Carlos Onetti, Mario Benedetti, Eduardo Galeano.

## Forhold til Danmark
Danmark har en honorær konsul i Montevideo.

Tilsvarende har Uruguay en honorær konsul i København.
Det er Jørgen Lund Lavesen.
Blandt de første kontakter mellem Danmark og Uruguay var da fregatten Bellona ført af kaptajn Christian Wulff besøgte sydamerikanske lande i 1840 for at slutte politisk-merkantile forbindelser.
Danmark udnævnte en konsul i hovedstaden.
På Bellona var også zoologen Henrik Krøyer.
Da Galatea ført af Steen Bille var på jordomrejse var skibet forbi Montevideo i 1847.
Man forsøgte da at få bekræftet en traktat af den 28. februar 1842 men det lykkedes ikke.